# Rudolf Mauersberger
Rudolf Mauersberger (26. januar 1889 i Mauersberg, Sachsen – 22. februar 1971 i Dresden) var en tysk komponist og korleder.
Rudolf Mauersberger gik på konservatoriet i Leipzig og blev ansat som organist i Aachen i 1919 og i 1925 som kantor i Eisenach. I 1931 flyttede han til Dresden, hvor
han blev leder af det berømte Dresdner Kreutzchor (stiftet i 1234). Den stilling beholdt han indtil sin i 1971. Mauersberger gav koret international klasse og genoplivede det i ruinerne af 2. verdenskrig.

## Wie liegt die Stadt so wüst
Luftbombardementet af Dresden 13. februar 1945 lagde stort set hele byen øde. Dresdener Kreuzkirche lå i ruiner og mange medlemmer af Mauersbergers kor var blandt ofrene. Rudolf Mauersbergers mest kendte værk – motetten Wie liegt die Stadt so wüst er komponeret med denne rystende oplevelse i frisk erindring. Værket blev færdiggjort i påsken 1945 og uropført i ruinerne af Kreuzkirche 4. august samme år. Tekstgrundlaget stammer fra Jeremias' klagesange i Gamle Testamente. Jeremias beskriver det ødelagte Jerusalem – en by der før var blandt de smukkeste i verden, men nu ligger helt øde. Mauersbergers parallel til Dresden før og efter bombardementet i 1945 er åbenlys, og værket er både tekstligt og musikalsk meget gribende.